# Adélaïde (bouteille)
 (octobre 2015).
Si vous disposez d'ouvrages ou d'articles de référence ou si vous connaissez des sites web de qualité traitant du thème abordé ici, merci de compléter l'article en donnant les références utiles à sa vérifiabilité et en les liant à la section « Notes et références ».
Pour les articles homonymes, voir Adélaïde.
Un adélaïde est une bouteille en verre conçue pour contenir l'équivalent de 124 bouteilles de 75 cl, soit 93 litres, soit la deuxième plus grosse contenance recensée.